# Медуниця Олег Вячеславович
Олег Вячеславович Медуниця (нар. 27 липня 1971, місто Суми) — український політик. Народний депутат України VII та VIII скликання.  Голова ОУН (р). Спікер Форуму Вільних Народів Постросії.

## Освіта
Освіту здобув у Сумській школі № 20 та Сумському державному педагогічному інституті імені А. С. Макаренка, який закінчив у 1993 році за фахом «Географія і біологія». Закінчив Національну академію державного управління при Президентові України за спеціальністю «Управління суспільним розвитком».

## Кар'єра
Протягом 6 років працював вчителем (1993—1999).
Засновник Спілки Української Молоді Сумщини (з 1991), учасник «Революції на граніті» (студентського голодування у Києві, 1990).
Голова Спілки Української Молоді «Сумщина» (1998–2000). Голова Сумського обласного комітету молодіжних організацій (1998). Із 1999 року працював на постійній основі головою та заступником голови Сумського обласного комітету молодіжних організацій. Голова Всеукраїнської молодіжної громадської організації «Молодіжний Націоналістичний Конгрес» (2002–2006).
Брав участь у «Революції на траві» — русі Сумських студентів проти об'єднання вишів (2004) і проти влади Володимира Щербаня у Сумській області. Був членом громадянського руху «Чиста Україна».
Із 2005 року — заступник голови Сумської обласної державної адміністрації. Протягом 2006–2008 років працював начальником управління інформації та зв'язків з громадськістю Чернігівської ОДА.
Заступник голови Сумської ОДА (2008–2010).
У 2010 році голова Сумської обласної громадської організації «Бюро аналізу політики». Протягом 2010–2012 років досліджено більше 340 державних закупівель на Сумщині, як результат — до прокуратури та органів державної влади надіслано близько 40 звернень та скарг про порушення Закону України «Про доступ до публічної інформації». Серед резонансних розслідувань — будівництво обласного психдиспансеру, закупка медичного обладнання для цього закладу, корупція при здійсненні ремонту доріг, дослідження закупівельних цін на продукти харчування в освітніх закладах Сумської області тощо.
Автор численних публікацій у місцевій і центральній пресі.
На парламентських виборах 2012 року був обраний народним депутатом України від партії Всеукраїнське об'єднання «Батьківщина» по одномандатному мажоритарному виборчому округу № 157. За результатами голосування отримав перемогу набравши 41,75 % голосів виборців. У Верховній Раді став членом Комітету з питань бюджету.
На парламентських виборах 2014 року вдруге був обраний народним депутатом України від партії «Народний фронт» по одномандатному мажоритарному виборчому округу № 157. Серед поданих законопроєктів — «Про телебачення і радіомовлення» (щодо частки пісень державною мовою в музичних радіопрограмах і радіопередачах), що передбачає встановлення квоти у 50 % «українських авторів і виконавців», з яких не менше 75 відсотків — державною мовою.
Один із спікерів Форуму Вільних Держав Постросії (2022).

## Нагороди
Лауреат премії Кабінету Міністрів України «За внесок молоді в розбудову держави» (2000), нагороджений відомчою відзнакою Служби Безпеки України Хрест Доблесті II ступеня. Має церковні нагороди.